# イーター (ライフゲーム)

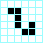
イーター

イーター (食べる者, eater) は、ライフゲームにおける固定物体の1つである。他の移動物体などを「食べて」しまうためこの名がつけられている。
広義にはこのような性質を持つ固定物体の総称である。狭義には最初に発見された7セルからなる物体（fish-hook ともいう）のことをさす。

## 狭義のイーター
狭義のイーターは、右上にある図の通り7つのセルで構成される。

### 生成
イーターが自然発生する確率はブロックの1000分の1程度である。これは、軽量級宇宙船やマンゴーの出現率と近い。
下の図の様にグライダー2機を衝突させることにより、意図的に発生させることができる。

### 捕食
イーターに他の物体が近付くと、その物体が消滅しイーターのみが残るという現象が起こることがある。
上の図のグライダーは、4単位時間後に消滅する。
この2隻の宇宙船も消滅する。ただし、重量級宇宙船は全てを消しきることが出来ず、パンが残ってしまう。
他に、ブリンカーや完成直前の蜂の巣（2×3の長方形）なども食べることができる。
イーター同士を向かい合わせに配置すると、お互いがお互いを食べようとして元に戻るという動きを繰り返す。
これは、周期3の振動子になる。

## 広義のイーター

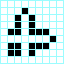
イーター2

イーター2は右の様な19セルの固定物体である。左下の部分にグライダーや軽量級宇宙船などがくると、それらを消し去ってしまう。
イーター3は31セル、イーター4は40セルの固定物体である。イーター4はグライダーを食べることができない。
イーター5は下の図の様な尾付きタブとブロックの組み合わせである。
これは、上方2方向からのグライダーを捕食できる。
ブロックも、蜂の巣を消し去るため広義のイーターと見ることができる。この性質は、グライダー銃でも利用されている。

## その他
大きな機構を作る時、データを保存するメモリやデータを伝える通信線として、グライダー銃によって作られたグライダーの列が使用されることが多い。イーターは、そのような列で消え残ったグライダーが進行する方向に別の何かがあるような場合に、グライダーを消去する目的で配置される（干渉の可能性の無い軌道で外方向に向けて飛んでいる場合は、理論的には放置して構わないが、シミュレータの都合などもあるのでそういった場合についても消去することも多い）。